# Alfred East

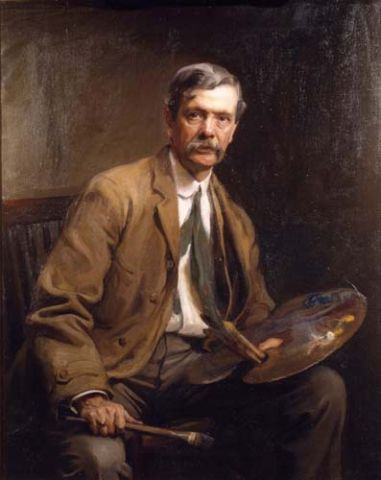
Sir Alfred East, oljemålning av Philip de Laszlo, 1907.

Alfred East, född 15 december 1844, död 28 september 1913, var en brittisk landskapsmålare.
East utbildade sig under inflytande av Barbizonskolan och målade i olja och akvarell stämningsbilder från dygnets och årets olika tider, ofta med en dekorativ, till och med symbolisk hållning. Särskilt gäller det hans motiv från Medelhavsländerna och Japan. East var även uppskattad som grafiker. East är representerad vid bland annat Nationalmuseum i Stockholm.